# Michael DeLuise
Michael Robert DeLuise (ur. 4 sierpnia 1969 w Los Angeles) – amerykański aktor, reżyser i producent filmowy. Syn Doma DeLuise’a.

## Życiorys

### Wczesne lata
Urodził się w Los Angeles w Kalifornii jako drugi syn pary aktorskiej – Carol Arthur (z domu Arata) i Doma DeLuise’a. Jego dwaj bracia, starszy Peter (ur. 1966) i młodszy David (ur. 1971), także zostali aktorami. Jego ojciec był pochodzenia włoskiego, a matka miała w połowie włoskie, a w połowie  niemieckie korzenie. Ukończył studia na Tufts University. 

### Kariera
Po raz pierwszy trafił przed kamery jako chłopak z rybą w komedii kryminalnej Gorący towar (Hot Stuff, 1979) w reżyserii swojego ojca. W 1992 zadebiutował jako reżyser komedii Prawie w ciąży (Almost Pregnant) z Tanyą Roberts. W tym samym roku wyreżyserował dreszczowiec Wolny strzelec (Stringer, 1992) z udziałem Tima Thomersona, Michaela Vartana i Sally Kirkland. Był reżyserem, producentem i montażystą komedii Between the Sheets (2003), gdzie główną rolę grał jego brat Peter DeLuise.

## Filmografia
aktor
- Hot Stuff (1979) jako Chłopak z rybą
- 21 Jump Street (1987–1992) jako Joey Penhall (1990-1991)
- Class Cruise (1989) jako Boz Crenshaw
- Sunset Beat (1990) jako Tim Kelly
- Sunset Beat (1990) jako Tim Kelly
- Little Secrets (1991) jako dostawca pizzy
- Jaskiniowiec z Kalifornii (Encino Man, 1992) jako Matt
- Świat Wayne’a (Wayne’s World, 1992) jako Alan
- SeaQuest (SeaQuest DSV, 1993–1996) jako Seaman Tony Piccolo
- Nowojorscy gliniarze (NYPD Blue, 1993–2005) jako Andy Sipowicz Jr.
- Rio Shannon (1993) jako Patrick Cleary
- Człowiek bez twarzy (The Man Without a Face, 1993) jako Douglas Hall
- The Shot (1996) jako Bob Mann
- Chłopcy będą chłopcami (Boys Will Be Boys, 1997) jako Skip Larue
- Brooklyn South (1997–1998) jako oficer Phil Roussakoff
- Przeczucie zbrodni (Hard Time: The Premonition, 1999) jako Dee
- Między nami facetami (Some Of My Best Friends, 2001) jako Pino
- Dischord (2001) jako Billy Dunbarton
- Mistrz kamuflażu (The Master of Disguise, 2002) jako Biznesmen
- Comedy Hell (2005)
- Bloodsuckers (2005) jako Gilles
- He Was a Quiet Man (2007) jako detektyw Soreson

reżyser
- Wolny strzelec (Stringer, 1992)
- Prawie w ciąży (Almost Pregnant, 1992)
- Kochankowie mimo woli (Between the Sheets, 1998)

aktor gościnnie
- Prawnicy z Miasta Aniołów (L.A. Law, 1986–1994) jako Keith Haas
- 21 Jump Street (1987–1992) jako Doug Penhall (16 lat) (1989)
- Opowieści z krypty (Tales from the Crypt, 1989–1996) jako Ted Krendel
- Nowojorscy gliniarze (NYPD Blue, 1993–2005) jako Andy Sipowicz Jr
- Trzecia planeta od Słońca (3rd Rock from the Sun, 1996–2001) jako Paulie Pollone
- Gwiezdne wrota (Stargate SG-1, 1997) jako Nick Marlowe / Pułkownik Danning
- Kochane kłopoty (Gilmore Girls, 2000) jako T.J.
- Haunted (2002) jako Johnno
- Las Vegas (2003) jako Harry
- Zagubieni (Lost, 2004) jako David